# Novi zavjet
Novi zavjet je dio Biblije kojim se uz Stari zavjet služe kršćani. Sastoji se od dvadeset sedam knjiga. Sve su napisane u drugoj polovici prvoga stoljeća.
Od najranijeg doba se smatralo autorima novozavjetnih knjiga 8 autora: šestoricu iz reda apostola (sv. Matija, sv. Ivan, sv. Pavao, sv. Jakov, sv. Petar i sv. Juda), te dvojicu iz reda neposrednih učenika apostola (sv. Marko i sv. Luka).
Novi zavjet sadržava literaturne opise tema o životu Isusa i rane Crkve koje su bile značajne za prve naraštaje kršćana u kojima su još živjeli oni koji su osobno upoznali Isusa - i koji su potom imali udjela u pisanju svih novozavjetnih knjiga - kao i vjeru koju je rana Crkva primila putem apostola, tj. od kruga najbližih Isusovih učenika.

## Povijest i sastav
Novi zavjet nastao je zapisivanjem usmenih predaja učenika Isusa Krista i onih koji su od njih primili navještaj evanđelja. 
Ispočetka se od svetih knjiga koristilo u kršćanskoj Crkvi knjige Starog zavjeta koje su koristilo u židovskoj sinagogi, uglavnom u prijevodu na grčki jezik koji je sačinjen u sinagogi u Aleksandriji, tzv. Septuaginta. U novozavjetnim knjigama se potom nerijetko upućuje na knjige Staroga zavjeta (često, prenoseći neke Isusove riječi, u kojima on tumači Stari zavjet), na oko 300 mjesta ih se izrijekom citira.
Izvještaji o Isusovom životu i podukama su se prenosili (tvz. tradicija ili Sveta predaja) usmeno, a nerijetko su i zapisivani. Na temelju tih najranijih usmenih i pisanih predaja nastajale su potom između 50. i 100. godine jedna za drugom knjige Novog zavjeta.
Poznato je da su u to najranije vrijeme u kršćanskim zajednicama kolali različiti spisi, poput zbirke Isusovih izreka, ili prvih izvještaja o njegovoj muci i smrti. Evanđelisti su prikupljali tradicije koje su do njih stigle i svojim redakcijskim zahvatom stvarali svako od 4 evanđelja.  Mnoge rane tradicije bile su nastale na aramejskom jeziku kojim su govorili Židovi u Svetoj Zemlji; te se smatra da su neki od takvih tekstova korišteni kod pisanja evanđelja, osobito Matejevog, koje je jedini novozavjetni spis izvorno napisan na aramejskom jeziku. Svi drugi tekstovi Novog zavjeta su napisani na grčkom, kao tadašnjem međunarodnom jeziku na Mediteranu pod vlašću Rima.
Najstariji su spisi Novog zavjeta Pavlove poslanice (sveti Pavao je pogubljen u Rimu oko 67. godine). Već između zime 50. godine i ljeta 52. godine on u Korintu piše 2 poslanice Solunjanima.
Novi zavjet obuhvaća 27 knjiga. Dijelimo ih na Evanđelja (4 knjige, usredotočene na život Isusa Krista, njegovu smrt i uspostavu Crkve), Djela apostolska (1 knjiga, iz povijesti širenja vjere u prvim desetljećima kršćanstva), Poslanice (pisma kršćanskim zajednicama s podukama i uputama; najbrojnije su među njima Poslanice sv. Pavla) i Otkrivenje (1 knjiga, mističnog sadržaja).
Kršćani vjeruju da su tekstovi evanđelja i drugih knjiga Novoga zavjeta nastajali pod osobitim djelovanjem Duha Svetoga, pa se za sve novozavjetne knjige kaže da su »nadahnute« (»inspirirane«).
Najstarije od četiri evanđelja je ono najkraće - evanđelje po Marku: smatra se da je nastalo prije 70. godine, jer se nigdje ne daje naslutiti da bi piscu evanđelja (autori niti jednog od 4 evanđelja nisu identificirali sami sebe u tekstu Evanđelja, ali se od najranijeg vremena smatra sigurnim tko su oni bili) bilo poznato razorenje jeruzalemskog hrama - događaj od izrazitog značaja za ranu kršćansku zajednicu - koje se dogodilo te godine. Autorom toga teksta se smatra sv. Marko evanđelist, pratilac sv. Petra apostola. Nakon njega nastalo je evanđelje po Mateju (autorstvo se pripisuje sv. Mateju apostolu), a vjerojatno ubrzo potom i Lukino (čije se autorstvo pripisuje učeniku sv. Pavla svetom Luki). Matejevo evanđelje - pisano na aramejskom jeziku - posve prati tijek događaja i raspored teksta kako je sadržano Markovom evanđelju, ali je nešto duže i sadrži dodatne detalje; stoga se sa sigurnošću smatra da je Matejevo evanđelje nastalo nakon Markova i oslanjajući se na tekst Markova evanđelja. Lukino evanđelje je na sličan način nastalo nakon Matejevog - prateći raspored Markovog i Matejevog evanđelja, prenoseći veliki dio teksta oba dva ranija evanđelja i dodajući još neke detalje (prva 3 evanđelja se nazivaju usporednima - sinoptičkima - i za potrebe biblijske poduke ih se nerijetko objavljuje u usporednim stupcima). Posljednje je nastalo evanđelje po Ivanu: dade se iščitati da su autoru poznata 3 prethodna evanđelja (makar ne prati raspored pripovijedana kako je sadržan u njima, nego je tekst izložen oko nekoliko značajnih tema važnih za kršćansku vjeru), pa se njegov nastanak smješta potkraj 1. stoljeća.
Razdoblje nakon kraja evanđelja opisuju Djela apostolska: ona govore o životu prve Crkve, a napisao ih je isti autor koji je napisao i Lukino evanđelje (tj. najvjerojatnije: sveti Luka); izvorno su ove dvije knjige predstavljale dva dijela jednog te istog književnog djela - koja opisuju vrijeme prije i poslije Isusove smrti i Uskrsnuća.
Među poslanicama prevladavaju one koje se tradicionalno nazivaju Pavlovim. Biblijska znanost razlikuje one koje je zasigurno pisao Pavao sam i one koje su zacijelo pisali drugi autori, uz pretpostavku Pavlove upute i suglasnosti. I jedne i druge smatra se u kršćanstvu nadahnutima. Najozbiljnije prigovore Pavlovom autorstvu iznose neki autori počev od 19. stoljeća u pogledu tzv. Pastoralnih poslanica (1. i 2. Poslanica Timoteju i Poslanica Titu) - neki od njih tvrdeći da su ih napisali Pavlovi suradnici uz njegovo odobrenje, drugi čak nalazeći argumente da ustvrde da su one nastale nakon Pavlove smrti; neki među biblijskim stručnjaci se s takvim ocjenama ne slažu i smatraju da je autor sigurno sv. Pavao.
U pogledu tzv. katoličkih (općih) poslanica (Jakovljeva poslanica, 2 Petrove poslanice, 3 poslanice koje se pripisuju sv. Ivanu apostolu, te Judina poslanica) postoje problemi u pripisivanju: za sv. Petra se smatra da su mu sve tekstove pisali drugi, a on ih je odobravao; u poslanicama koje se pripisuju sv. Ivanu se uopće ne navodi autor (nego se autorstvo može iščitati iz sadržaja), za Jakovljevu poslanicu postoje nedoumice je li posrijedi apostol Jakov (bilo je to među Židovima vrlo često ime, pa ga je nosilo i više kršćanskih predvodnika); slično je i s Judinom poslanicom, jer je bilo više Isusovih učenika koji su nosili to ime. U svakom slučaju, od samih početaka kršćanstva bila je riječ o poslanicama najvišeg ugleda - koje su se iz velikog broja pisama koje su cirkulirala među kršćanskim zajednicama onoga doba odlikovale osobitom vrijednošću; te koje su bile odabrane kao prikladne za prenošenje tradicije vjere i stoga korištene za javno čitanje u crkvi.
Novi zavjet završava knjigom Otkrivenja, za čijeg se autora tradicionalno uglavnom držalo da je to sv. Ivan Evanđelist (u samoj Knjizi autor sebe oslovljava s "Ivan", ali ne spominje da bi sebe ubrajao među apostole); neki autori govore o Ivanu Starješini kao autoru Otkrivenja, koji da navodno nije istovjetan s Ivanom Apostolom, nego jedan drugi kršćanski predvodnik koji je djelovao u isto vrijeme i na istom području - od tih autora, neki argumentiraju da je Ivan Starješina autor i drugih novozavjetnih tekstova koji se pripisuju Ivanu Apostolu. U toj knjizi se opisuju mistična viđenja o predstojećem kraju postojeće kreacije i velikom Božjem Sudu, o kojima i u Evanđeljima (kraće) čitamo kako ih Isus najavljuje.
Osim prijevoda Novog zavjeta na književni hrvatski, Novi zavjet je preveden i na druga hrvatska narječja: kajkavsko (prevoditelj je Vid Balog) i na standardni hrvatski gradišćanskih Hrvata (Martin Meršić-Ivan Jakšić: Sveto Pismo Novoga Zakona, 1952. godine). Biblijski prijevodi su uvijek značajan izazov za autore, te zbog mnoštva kulturalnih konteksta u kojima se spominju sadržaji ili barem motivi iz Biblije, bivaju značajni za razvoj narodnog jezika. Na hrvatskom jeziku postoji brojna stručna i znanstvena literatura o prevođenju i tumačenju biblijskih tekstova - tako i Novozavjetnih.

## Knjige Novoga zavjeta

### Evanđelja
1. Evanđelje po Mateju
2. Evanđelje po Marku
3. Evanđelje po Luki
4. Evanđelje po Ivanu

### Djela apostolska
5. Djela apostolska

### Poslanice apostola Pavla
6. Poslanica Rimljanima
7. Prva poslanica Korinćanima
8. Druga poslanica Korinćanima
9. Poslanica Galaćanima
10. Poslanica Efežanima
11. Poslanica Kološanima
12. Poslanica Filipljanima
13. Prva poslanica Solunjanima
14. Druga poslanica Solunjanima
15. Prva poslanica Timoteju
16. Druga poslanica Timoteju
17. Poslanica Titu
18. Poslanica Filemonu
19. Poslanica Hebrejima (nepoznati autor)

### Katoličke poslanice
20. Jakovljeva poslanica
21. Prva Petrova poslanica
22. Druga Petrova poslanica
23. Prva Ivanova poslanica
24. Druga Ivanova poslanica
25. Treća Ivanova poslanica
26. Judina poslanica

### Otkrivenje
27. Otkrivenje

## Vanjske poveznice
- Evanđelje po Mateju na hbk.hr
- Evanđelje po Marku na hbk.hr
- Evanđelje po Luki na hbk.hr
- Evanđelje po Ivanu na hbk.hr
- Djela apostolska na hbk.hr
- Poslanice rimljanima na hbk.hr
- Prva poslanica Korinćanima na hbk.hr
- Druga poslanica Korinćanima na hbk.hr
- Poslanica Galaćanima na hbk.hr
- Poslanica Efežanima na hbk.hr
- Poslanica Kološanima na hbk.hr
- Poslanica Filipljanima na hbk.hr
- Prva poslanica Solunjanima na hbk.hr
- Druga poslanica Solunjanima na hbk.hr
- Prva poslanica Timoteju na hbk.hr
- Druga poslanica Timoteju na hbk.hr
- Poslanica Titu na hbk.hr
- Poslanica Filemonu na hbk.hr
- Poslanica Hebrejima na hbk.hr